# Nelson Romero
Nelson David Romero Cárdenas (San Lorenzo, 18 novembre 1984) è un calciatore paraguaiano, attaccante del Libertad.